# در گریز گم می‌شویم
در گریز گم می‌شویم مجموعه داستانی‌ست نوشته محمدآصف سلطانزاده که در سال ۱۳۷۹ از سوی نشر آگاه منتشر شد. 

## درباره داستان‌ها
داستان‌های این مجموعه عبارتند از: در گریز گم می شویم، دوتایی پشه، دپ شاهانه، دریا... دریا، ما همگی گم شده‌ایم، داماد کابل، بابه مداری و تا مزار ...

داستان کوتاه  در گریز گم می‌شویم که نام مجموعه از آن گرفته شده، اولین اثر سلطانزداه بود که در مجله کارنامه منتشر شد. 

## جایزه‌ها
این کتاب در اولین دوره جایزه ادبی گلشیری در بخش بهترین مجموعه داستان، برگزیده شد.

## ترجمه به زبان‌های دیگر
این کتاب  تاکنون به زبان‌های ایتالیایی، فرانسوی، دانمارکی،  فنلاندی، سوئدی، نروژی و عربی ترجمه شده‌است.